# Liste der Baudenkmäler in Neuried (bei München)

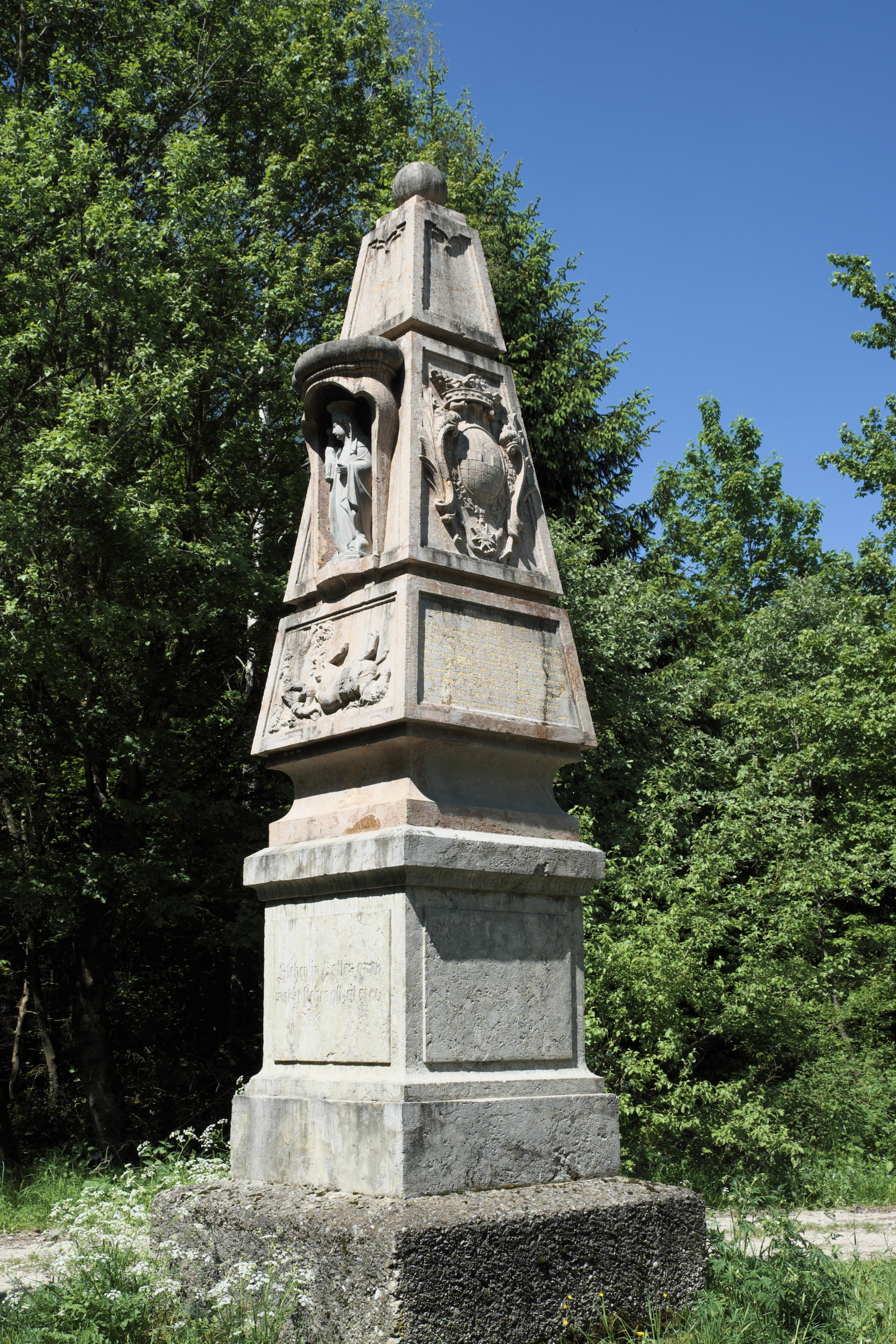
Preysingsäule

Auf dieser Seite sind die Baudenkmäler in der oberbayerischen Gemeinde Neuried zusammengestellt. Diese Tabelle ist eine Teilliste der Liste der Baudenkmäler in Bayern. Grundlage ist die Bayerische Denkmalliste, die auf Basis des Bayerischen Denkmalschutzgesetzes vom 1. Oktober 1973 erstmals erstellt wurde und seither durch das Bayerische Landesamt für Denkmalpflege geführt wird. Die folgenden Angaben ersetzen nicht die rechtsverbindliche Auskunft der Denkmalschutzbehörde.

## Baudenkmäler nach Ortsteilen

### Neuried
| Lage                           | Objekt          | Beschreibung | Akten-Nr.    | Bild            |
| ------------------------------ | --------------- | --- | ------------ | --------------- |
| Gautinger Straße 4 (Standort)  | Beim Spengler   | Ehemalige Spenglerei, kleines erdgeschossiges Wohnhaus mit hohem Mansarddach und Krüppelwalm, um 1817                                                                                                 | D-1-84-132-1 | Beim Spengler   |
| Gautinger Straße 9 (Standort)  | St. Nikolaus    | Katholische Kirche, spätgotischer Saalbau mit stark eingezogenem Polygonalchor und nördlichem Chorflankenturm, wohl 1484, im Kern romanisch, erneuert um 1730; mit Ausstattung Friedhofsmauer, massiv | D-1-84-132-2 | weitere Bilder  |
| Gautinger Straße 11 (Standort) | Beim Hausch     | Ehemaliges Bauernhaus und Mesneranwesen, zweigeschossiger massiver Traufseitbau mit Satteldach, Neubau 1655, massive Veränderungen Anfang 19. Jahrhundert                                             | D-1-84-132-3 | Beim Hausch     |
| Gautinger Straße 15 (Standort) | Beim Schmied    | Ehemaliges Bauernhaus und Schmiede, zweigeschossiger Einfirsthof mit an der Südseite weit vorstehendem mittelsteilem Satteldach, 1860 Schmiede, traufseitiger Massivbau, gleichzeitig                 | D-1-84-132-4 | Beim Schmied    |
| Gautinger Straße 26 (Standort) | Beim Wirtsbauer | Ehemaliges Bauernhaus und Tafernwirtschaft, zweigeschossiger Einfirsthof mit teilweise weit vorstehendem Satteldach, im Kern 1643 und 1696, Äußeres 1. Hälfte 19. Jahrhundert                         | D-1-84-132-5 | Beim Wirtsbauer |
| Planegger Straße 2 (Standort)  | Rathaus         | Ehemaliges Schulhaus, erdgeschossiger Walmdachbau mit abgerundetem Zwerchgiebel, erbaut nach Plänen von Architekt Adolph Fraaß, 1912/13                                                               | D-1-84-132-6 | Rathaus         |

### Kasten
| Lage                    | Objekt           | Beschreibung                                                                               | Akten-Nr.    | Bild           |
| ----------------------- | ---------------- | ------------------------------------------------------------------------------------------ | ------------ | -------------- |
| Distrikt III (Standort) | Preysing-Denkmal | Steinobelisk auf schlankem Sockel mit figürlichen Darstellungen und Inschriften, nach 1735 | D-1-84-132-7 | weitere Bilder |